# Лобанова-Ростовская, Клеопатра Ильинична
Княгиня Клеопатра Ильи́нична Лобанова-Ростовская (урождённая Безбородко; 16 декабря 1791 — 20 декабря 1840) — фрейлина двора (1809), вторая наследница огромного состояния братьев Безбородко, жена князя А. Я. Лобанова-Ростовского.

## Биография
Младшая дочь графа Ильи Андреевича Безбородко (1756—1815) от брака с Анной Ивановной Ширяй (1766—1824). Выросла в Петербурге в роскошном родительском доме на Почтамтской улице. В 1799 году вместе со старшей сестрой стала наследницей колоссального состояния своего дяди князя А. А. Безбородко. В 1809 году начала выезжать в свет и была пожалована во фрейлины. 

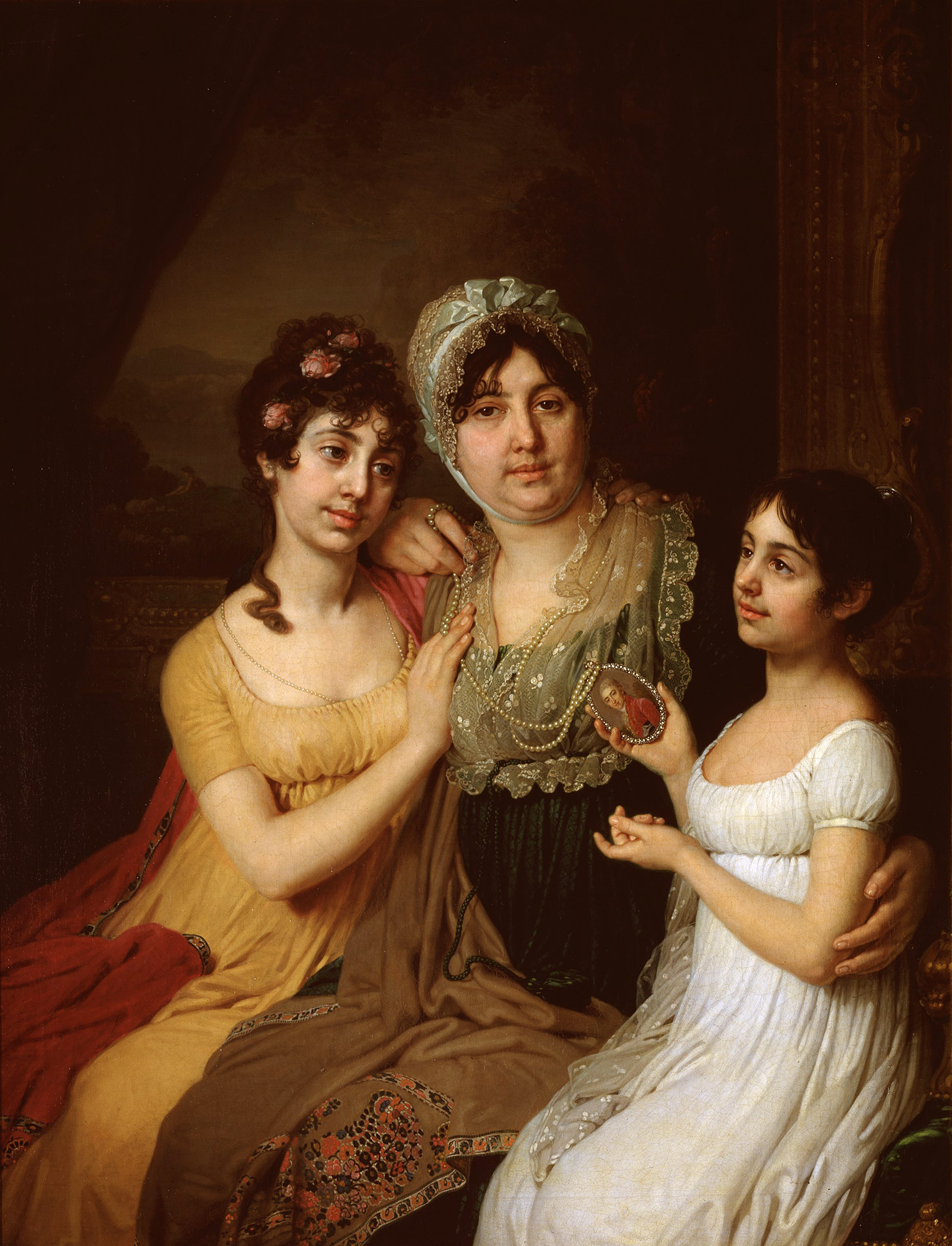
С матерью и сестрой на портрете В. Боровиковского

В обществе графиню Безбородко находили не такой красавицей, как её старшую сестру; она была очень смугла, но при этом имела стройный стан и была смелой наездницей. Характером своим она отчасти была похожа на отца, большого оригинала, немного грубого, но доброго человека. Считалась богатейшей невестой России и поэтому к ней сваталось много женихов.
Среди них были граф Александр Апраксин, князь Голицын и храбрый артиллерийский офицер полковник В. Г. Костенецкий, который был особенно настойчив. Однажды, несмотря на то, что ему было отказано даже от дома, приехал в дом графа Безбородко, оттолкнул швейцара, вошёл и объяснился с Клеопатрой Ильиничной. Получив от неё отказ, он хотел насильно её увезти, уверяя, что очень в неё влюблен. Князь Г. С. Волконский мечтал женить на графине Безбородко своего сына, князя Никиту Григорьевича.
Наконец к ней посватался князь Александр Яковлевич Лобанов-Ростовский (1788—1866) и получил согласие графа Безбородко через посредство своего отца малороссийского генерал-губернатора. В ноябре 1811 года состоялась их свадьба. Брак сначала казался очень счастливым, супруги жили открыто и пышно в собственном доме на Адмиралтейском проспекте. Но впоследствии они поссорились и разошлись совершенно. Причиной разрыва было пристрастие князя Лобанова-Ростовского к коллекционированию и картам. Однажды в Киеве он проиграл много денег и полученное им в приданое за женою Подольское имение. Клеопатра Ильинична не смогла простить мужу его мотовства и они разъехались без формального развода. Их единственная дочь Анна (27.06.1813—15.11.1813) умерла в младенчестве и похоронена на Лазаревском кладбище Александро-Невской лавры.

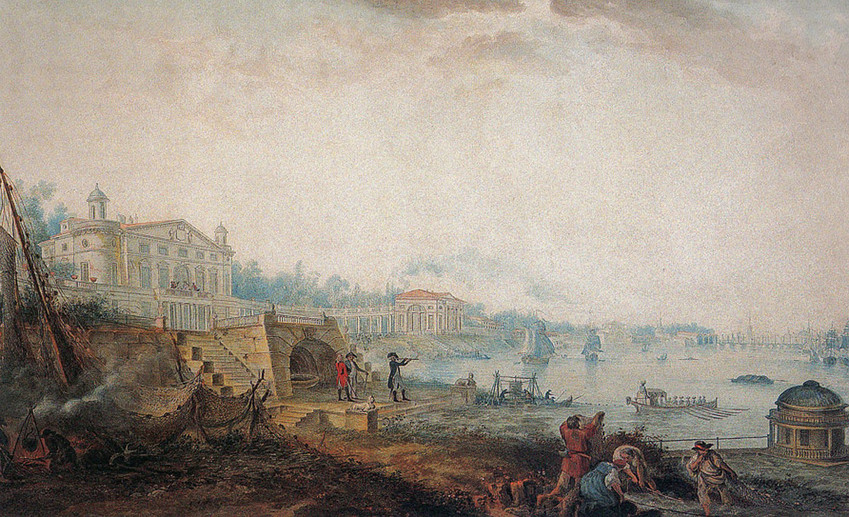
Дача княгини в Полюстрово (1800)

Всю свою заботу Клеопатра Ильинична перенесла на двух племянников, Александра и Григория, отданных ей адмиралом Г. Г. Кушелевым после смерти жены. По отзывам современников, она была «отличная душа и сердцем прекрасна», готовая поделиться с бедным последним. Состояла почетным членом Женского Патриотического общества (1817) и попечительницей Васильевской частной школы (1820). При всей своей доброте она вела очень расточительную жизнь и в конце 1820-х годов оказалась в жутких долгах. Дела её дошли до такого состояния, что над ними была учреждена особая Комиссия. К. Я. Булгаков писал брату в феврале 1827 года:

Княгиня Лобанова, урожденная Безбородко, объявила себя несостоятельною в восемь миллионов и все свои имения оставила кредиторам, и деревню, и дом. Ей до 500 тысяч дохода. Бедные кредиторы! Потеряют, конечно, не так-то много, но замучаются, пока продадутся 8 или 9 тысяч душ, и дом.
К концу жизни княгиня сошла со светской сцены и проживала в загородном имении Полюстрово. По словам барона Модеста Корфа, «она вела беспутную и даже распутную жизнь, имея все вкусы мужчины и ничего женственного, жила между собаками, охотничьими приборами и была крепко предана пьянству». За несколько дней до смерти она успела помириться с мужем, который воротился из-за границы, так что пригласительные билеты на похороны рассылались от его имени. Cкончалась от водянки 20 декабря 1840 года. После отпевания архиепископом Венедиктом в Смольном соборе была похоронена на Лазаревском кладбище Александро-Невской лавры.